# حسنی فتحی
حسنی فتحی (عربی: حسني فتحي؛ زادهٔ ۱۹ مارس ۱۹۸۹) یک ورزشکار است.